# ТКБ-015
ТКБ-015 — опытный советский единый пулемёт. Разрабатывался Григорием Никитиным в 1962—1967 годах. Принимал участие в конкурсе на новый единый пулемёт для Вооружённых сил СССР вместе с ПКМ.

## Описание
У пулемёта применена необычная схема запирания ствола, позднее успешно использованная в НСВ. ТКБ-015 использовал отвод пороховых газов (без отсечки, в отличие от более раннего ТКБ-521) с длинным ходом затворной рамы и клиновый затвор в ней (а не в хвостовике ствола, как обычно — на однозарядных артиллерийских орудиях или винтовках типа Ruger No. 1, пулемёте M73 или автоматической пушке АМ-23; не путать с более распространённым в стрелковом оружии клиновым запиранием продольно скользящего затвора), поперечно перемещаемый качающимися серьгами.
Ударно-спусковой механизм куркового типа, причём роль курка выполняет серьга затвора, которая при приходе подвижных частей в крайнее переднее положение ударяет по головке ударника, смонтированного в затворе. Гильзы выбрасывались из ствольной коробки вперёд между стволом и газовым двигателем, из-за чего расстояние между ними больше обычного. Станковый вариант планировался на станках Саможенкова (ТКБ-052 и ТКБ-552М) и Соколова (ТКБ-056). Патронная лента, аналогичная ленте ПКМ, размещалась в брезентовом мешке.
На испытаниях отличался капризностью и поломками деталей из-за своей облегчённой конструкции. Для пулемёта были разработаны раздельные кронштейны для крепления оптического (ПСО-1) и ночного (ППН-3) прицелов. Вес составлял 6,1 кг, что является рекордом в классе единых пулемётов. Вследствие чрезмерного облегчения ствольной коробки нарушился теплообмен со стволом, из-за чего образовывался чрезмерный нагар ствола.